# ایوان کراستف (کشتی‌گیر)
ایوان کراستف (بلغاری: Иван Кръстев؛ زادهٔ ۲۹ آوریل ۱۹۴۶) کشتی‌گیر اهل بلغارستان است.